# Pečice
Ne doit pas être confondu avec Pěčice.
Pečice (en allemand : Groß Petschitz) est une commune du district de Příbram, dans la région de Bohême-Centrale, en République tchèque. Sa population s'élevait à 372 habitants en 2020

## Géographie
Pečice se trouve à 12 km au nord-est de Březnice, à 12 km au nord-est de Příbram et à 59 km au sud-sud-ouest de Prague.
La commune est limitée par Radětice au nord, par Milín au nord-est, par Smolotely et Cetyně à l'est, par Zbenice au sud et au sud-ouest, et par Vrančice et Milín à l'ouest.

## Histoire
La première mention écrite de la localité date de 1336.

## Administration
La commune se compose de trois quartiers :
- Drsník
- Pečice
- Pečičky

## Transports
Par la route, Pečice se trouve à 16 km de Příbram, à 17 km de Březnice, et à 69 km de Prague.